# Herpyllus
Herpyllus är ett släkte av spindlar. Herpyllus ingår i familjen plattbuksspindlar.

## Dottertaxa tillHerpyllus, i alfabetisk ordning[1]
- Herpyllus australis
- Herpyllus bensonae
- Herpyllus brachet
- Herpyllus bubulcus
- Herpyllus calcuttaensis
- Herpyllus coahuilanus
- Herpyllus cockerelli
- Herpyllus convallis
- Herpyllus coreanus
- Herpyllus ecclesiasticus
- Herpyllus emertoni
- Herpyllus excelsus
- Herpyllus fidelis
- Herpyllus frio
- Herpyllus gertschi
- Herpyllus giganteus
- Herpyllus goaensis
- Herpyllus hesperolus
- Herpyllus iguala
- Herpyllus lativulvus
- Herpyllus malkini
- Herpyllus paropanisadensis
- Herpyllus perditus
- Herpyllus perote
- Herpyllus pictus
- Herpyllus propinquus
- Herpyllus proximus
- Herpyllus regnans
- Herpyllus reservatus
- Herpyllus scholasticus
- Herpyllus schwarzi
- Herpyllus sherus
- Herpyllus vicinus